# Polyxena zu Hohenlohe-Waldenburg-Bartenstein
Josepha Friderica Polyxena fyrstinde zu Hohenlohe-Waldenburg-Bartenstein, født grevinde von Limburg-Stirum (28. oktober 1738 – 26. februar 1798) var en tysk adelsdame.
Hun var datter af grev Limpurg-Stirum. 6. maj 1757 ægtede hun fyrst Ludwig Leopold zu Hohenlohe-Waldenburg-Bartenstein (1731-1799) og 29. januar 1769 modtog hun Ordenen de l'Union Parfaite.